# Karl August Poorten
Karl August Poorten, auch Karl August von der Poorten (* 14. März 1817 in Riga, Gouvernement Livland; † 7. Mai 1880 ebenda), war ein deutsch-baltischer Maler und Illustrator der Düsseldorfer Schule.

## Leben
Poorten war eines von dreizehn Kindern des Rigaer Maklers Adolph Gottfried Poorten (1770–1826) und dessen Ehefrau Johanna Barbara, geborene von Martens (1779–1855). Nach einer kaufmännischen Lehre ging er nach Düsseldorf und studierte an der Königlich Preußischen Kunstakademie unter Heinrich Mücke und Karl Ferdinand Sohn Malerei. Studienaufenthalte hatte er auch in München und Dresden. Von 1850 bis 1853/1854 war er Mitglied des Düsseldorfer Künstlervereins Malkasten. Ab 1853 war Poorten als Maler in Riga tätig.